# Iwona Stasiak
Iwona Stasiak (ur. 25 stycznia 1972) – polska lekkoatletka, specjalizująca się w biegach średniodystansowych, medalistka mistrzostw Polski, reprezentantka Polski.

## Kariera sportowa
Była zawodniczką Żegliny Sieradz.
Na mistrzostwach Polski seniorek na otwartym stadionie zdobyła jeden medal - brązowy w biegu na 800 metrów w 1996, łącznie siedmiokrotnie startowała w finale mistrzostw Polski na tym dystansie, dwukrotnie znalazła się także w najlepszej ósemce w finale biegu na 1500 metrów. 
Rekord życiowy:
- 800 m – 2:07,46 (12.08.2001)